# VirtualBox
VirtualBox је veoma moćan softver za virtuelizaciju 32-bitnih i 64-bitnih operativnih sistema, na računarima sa Intel ili AMD procesorima. VirtualBox je jedino profesionalno rešenje koje je slobodno dostupno kao Softver otvorenog koda (engl. Open Source Software) pod uslovima "GNU" verzije 2. VirtualBox radi na: Windows (engl. Windows), Linuks (engl. Linux), Mek (engl. Mac) i Solaris (енгл. Solaris) operativnim sistemima.

## Instalacija
Prilikom prvog pokretanja ovog programa, prvo što treba uraditi je pravljenje nove virtuelne mašine, klikom na dugme "New". Pri čemu se otvara čarobnjak koji će vas provesti kroz neophodna osnovna podešavanja, nakon što pročitate uvod kliknite na "sledeće" (engl. Next). Sada treba odrediti naziv virtuelne mašine, operativnog sistema i verziju istog, pa u prvo slobodno polje unesite naziv po želji, operativni sistem odaberite iz ponuđenog spiska (ili odaberite drugi ako operativni sistem koji želite da isprobate ne vidite na spisku). Ovo je proces koji ćete obavljati za svaku novu virtuelnu mašinu koju budete dodavali, osim ako ne budete hteli da pregazite postojeću što je opisano drugom delu ovog članka, imajte u vidu da na takav način gubite informacije i dokumenta koje ste eventualno kreirali u mašini koju ste rešili da pregazite. U istom prozoru odaberite izdanje operativnog sistema birajući sa spiska. Nakon odabira verzije sistema, kliknite na "sledeće" (engl. Next) što dovodi do prozora za određivanje radne memorije. Program Vam neće dozvoliti da uključite više od polovine radne memorije glavnog sistema (za Linuks (engl. Linux) neće biti potrebno više od 512 megabajta, ali ako možete da priuštiti još slobodno to i uradite). Nakon odabira veličine radne memorije, dolazimo do dela gde formiramo virtuelni disk na kom se može instalirati gostujući sistem i skladištiti materijal koji bi nastao korišćenjem istog. Preporučena veličina ovog diska je 8 gigabajta, a može i manje, ali ako planirate instaliranje sistema i rada sa njim krajnje je neophodno barem 8 gigabajta, kako što je i preporučeno. Prilikom prvog pokretanja odabraćete opciju "Kreirajte novi čvrsti disk" (engl. } (pravljenje novog čvrsog diska), ako se nakon nekog vremena budete odlučili za isprobavanje nekog drugog sistema, nećete morati da pravite novi čvrsti disk (engl. Hard drive), već samo odaberite opciju "Koristi postojeći čvrsti disk" (engl. Using existing hard drive). U sledećem prozoru podešavanja virtuelnog čvrstog diska (engl. Hard drive), odaberite jednu od ponuđenih opcija. Ako odabere drugu opciju čvrsti disk (engl. Hard drive) će imati stalnu nepromenljivu veličinu, dok kod prve opcije veličinu čvrstog diska je moguće promeniti. U sledećem prozoru treba podesiti lokaciju koja će nositi naziv vaše virtuelne mašine koji ste izabrali na početku pa tu ne trebate ništa dirati. Veličina čvrstog diska (engl. Hard drive), kao što je pomenuto iznad preporuka je da bude 8 gigabajta, ako ste u prethodnom prozoru odabrali prvu opciju, čvrsti disk neće moći da se širi preko veličine koju ste odredili u ovom prozoru, ali će do tada zauzima samo onoliko prostora koliko mu je potrebno. Nakon što pregledate sva podešavanje koja ste obavili kliknite na "Završi" (engl. finish). Ovim je napravljena virtuelna mašina na kojoj možete instalirati i pokretati operativne sisteme bez uticaja na vaš osnovni sistem.Nakon toga u glavnom prozoru VirtualBox-a pojaviće se naziv virtuaene mašine koju ste upravo napravili. Ako budete pravili više virtuelnih mašina, sve će biti smeštene u nizu odakle ih možete birati i pokretati.

## Način rada
Poput drugih sličnih alata za virtuelizaciju, VirtualBox radi tako što kreira virtuelnu mašinu, odnosno pseudoračunar, koji ima svoj virtuelni centralni procesor (zapravo do 16 virtuelnih procesora), Virtuelni čvrsti disk, radnu memoriju i periferijske uređaje. Uređaje je moguće deliti između fizičkog i virtuelnog računara, zavisno od toga kako je podešena konfiguracija virtuelne mašine.
Svaka virtuelna mašina se tokom izvršavanja može prikazivati u okviru sopstvenog prozora, ili preko celog ekrana. Tastatura i miš će se koristiti u Računaru koji je trenutno aktivan - Ako koristite virtuelnu mašinu u posebnom prozoru, klikom na taj prozor kontrola miša će se prebaciti na VirtualBox prozor. Prema potrebi, miš posle toga možete da "oslobodite" istovremenim pritiskom na Ctrl Alt I.
Kod podešavanja mrežnih adaptera, VirtualBox nudi podršku za preslikavanje mrezne adrese (engl. Netvork Address Translation (NAT)) koja omogućava da virtuelni sistem koriste mrežne resurse i stil konekciju sa glavnog računara. Ukoliko je uključen NAT (što je podrazumevana opcija u konfiguraciji), možete nesmetano da koristite internet iz virtuelne mašine. Pošto virtuelizacija nudi izolovanost virtuelne mašine. od matičnog računara, možete da koristite za kreiranje VirtualBox odvojenog sistema za surfovanje i vreme da smanje rizik da dođete na udarac zloćudnog softvera - ako se nešto desi, lakše je instalirate novu virtuelnu mašinu nego osnovni sistem.
Kada je u pitanju kreiranje diskova za virtuelnu mašinu, VirtualBox podržava nekoliko standarda - VDI (engl. VirtualBox Disk Image (VDI)), VMDK (engl. VMDK (VMware Virtual Machine Disk))), Virtuelni čvrsti disk (VHD) (engl. VHD (Microsoft Virtual Hard Disk)) i paralelni čvrsti disk (engl. HDD (Parallels Hard Disk)). Ukoliko planirate da koristite neki drugi sistem za virtuelizaciju, recimo (engl. VMware Workstation)ili Majkrosoft Virtuelni računar (engl. Microsoft Virtual PC), možete odabrati VMDK (engl. VMDK (VMware Virtual Machine Disk))) ili VHD (engl. VHD (Microsoft Virtual Hard Disk)) format koji omogućava kompatibilnost, dok je u većini slučajeva preporučljiv VDI (engl. VirtualBox Disk Image (VDI)) format.
VirtualBox ne postavlja posebne sistemske zahteve za pokretanje, kompletna instalacija zauzeće 140 megabajta prostora na disku. Tokom instalacije, VirtualBox će u sistemsku konfiguraciju dodati Oracle drajvere za USB (engl. Universal Serial Bus) i mrežne uređaje, koji omogućavaju pristup hardverskim Resursima iz virtuelnih mašina. Obratite pažnju na to da će instalacija drajvera resetovati mrežni adapter, što može dovesti do kratkotrajnog prekida mrežne konekcije.

## Osnovno rukovanje i pokretanje gostujućeg sistema u VirtualBox-u
Izaberite Virtuelnu mašinu (ako ih imate više) i kliknite na Podešavanja (engl. Properties):

"Glavna podešavanja" (engl. General), ovde ne morate da ništa dodavati ako ste tek sada instalirali VirtualBox i formirali prvu virtuelnu mašinu (to su podešavanja koja ste već obavili prilikom pravljenja mašine), ili ako ste rešili da sada isprobate neki drugi sistem tako i podesite operativni sistem i njegovu verziju birajući iz padajućeg menija, ako rešite da isti instalirate znajte da će prvobitni virtuelni čvrsti disk (engl. Hard drive) biti formatiran, kao i podaci na njemu.
Sistem podešavanja, ako nećete menjati veličinu radne memorije, proverite da li želite da koristite Floppi disk (engl. Floppy drive), CD ili DVD, ako želite neku od tih opcija treba je jednostavno izabrati. Ako ćete sistem pokretati .iso slikom koju imate snimljenu negde na vašem računaru Kompakt-disk / digitalni video disk čitač (engl. Compact disc / Digital video disc ROM), vam nije potreban.
Ako imate ISO datoteke negde na vašem računaru možete je pokretati i odatle bez potrebe rezanja na CD ili DVD (engl. Digital video disc), kliknite na dugme pored CD / DVD uređaj, pronađite i dodajte željeni iso fajl koji će se tada naći na spisku uređaja.
Isti proces je i za čvrste diskove (SATA kontroler) na kome ste instalirali neki sistem, tj. ako imate više virtuelnih čvrstih diskova u padajućem meniju odaberete onaj koji želite da pokrenete.

## Spoljašnje veze
- Zvaničan sajt